# ميف هيلري
ميف هيلري أو مايف هيلري (بالإنجليزية: Maeve Hillery)‏ وتُعرف أيضاً باسم ماري بياتريس هيلري (بالإنجليزية: Mary Beatrice Hillery)‏ ‏ (1924-2015) هيَ طبيبة تخدير أيرلندية وَزوجة باتريك هيلري الذي كانَ رئيس أيرلندا في الفترة ما بين 1976 حتى 1990.
وُلدت ميف في 14 أغسطس 1924 في دوغلاس في أيرلندا، وَدرست الطب في كلية دبلن الجامعية، حيثُ تعرفت في تلك الفَترة على زوجها باتريك هيلري الذي كان يَدرس الطب أيضاً. تَزوجت ماري بباتريك في 27 أكتوبر 1955، ولديهم طِفل (يُسمى جون) وِطفلة (تُسمى فيفيان) تُوفيت بعد مَرض طويل في عام 1985 وكان في ذلك الوقت يوم ميلادها الثامن عَشر. بَعد ذلك خَدم باتريك في عدد من الأدوار السياسية فعمل وزيراً للخارجية وَمفوضاً أوروبياً، وبعد انتهاء فَترته كمفوض أوروبي في عام 1976 كان يتأمل ترك السياسة والعودة إلى الطب، ولكن بدلاً من ذلك طَلبت منهُ ميف أن يترشح ليُصب الرئيس السادس لأيرلندا. تُوفي باتريك في 12 أبريل 2008، وتُوفيت ميف في دبلن في 10 ينايرن 2015.